# Campylopterus largipennis
El colibrí pechigrís (Campylopterus largipennis), también denominado ala de sable gris (en Venezuela), alasable pechigrís (en Ecuador) o ala-de-sable de pecho gris (en Perú), es una especie de ave apodiforme de la familia Trochilidae —los colibríes— perteneciente al género  Campylopterus. Es nativa de la cuenca del Amazonas y del escudo guayanés en América del Sur.

## Distribución y hábitat
Se distribuye por una inmensa área que abarca Guayana Francesa, Surinam, Guyana, este y sur de Venezuela, y de la base oriental de los Andes hacia el este, del este y sur de Colombia, este de Ecuador, este de Perú, hasta el norte y centro de Bolivia y la casi totalidad de la Amazonia brasileña.
Esta especie es considerada de poco común a localmente común en sus hábitats naturales: el sotobosque de bosques húmedos tropicales, en los bordes de los bosques altos, cerca de corrientes de agua, bosques secundarios, en tierras bajas hasta los 1300 m de altitud. Entre 100 y 800 m en la mayor parte de su rango. Forrajea a alturas bajas a medias.

## Descripción
Mide entre 13,5 y 14,5 cm de longitud. Pesa en promedio 8,5 g. El cuello, pecho y vientre son de color grisáceo; el dorso es verde; la corona verde con pintas oscuras. Alas con las remeras primarias y secundarias color pizarra, terciarias verdes; su nombre viene de las plumas largas de las alas. La cola es negra con puntas blancas.
Tiene la costumbre de posarse en las ramas abiertas y visibles. Los machos pueden juntarse en grupos de dos a cuatro a cantar.

## Reproducción
Construye el nido a cerca de un metro de altura, sobre una hoja de palmera. La hembra pone dos huevos blancos. Los polluelos dejan el nido, aproximadamente, después de 22 días.

## Sistemática

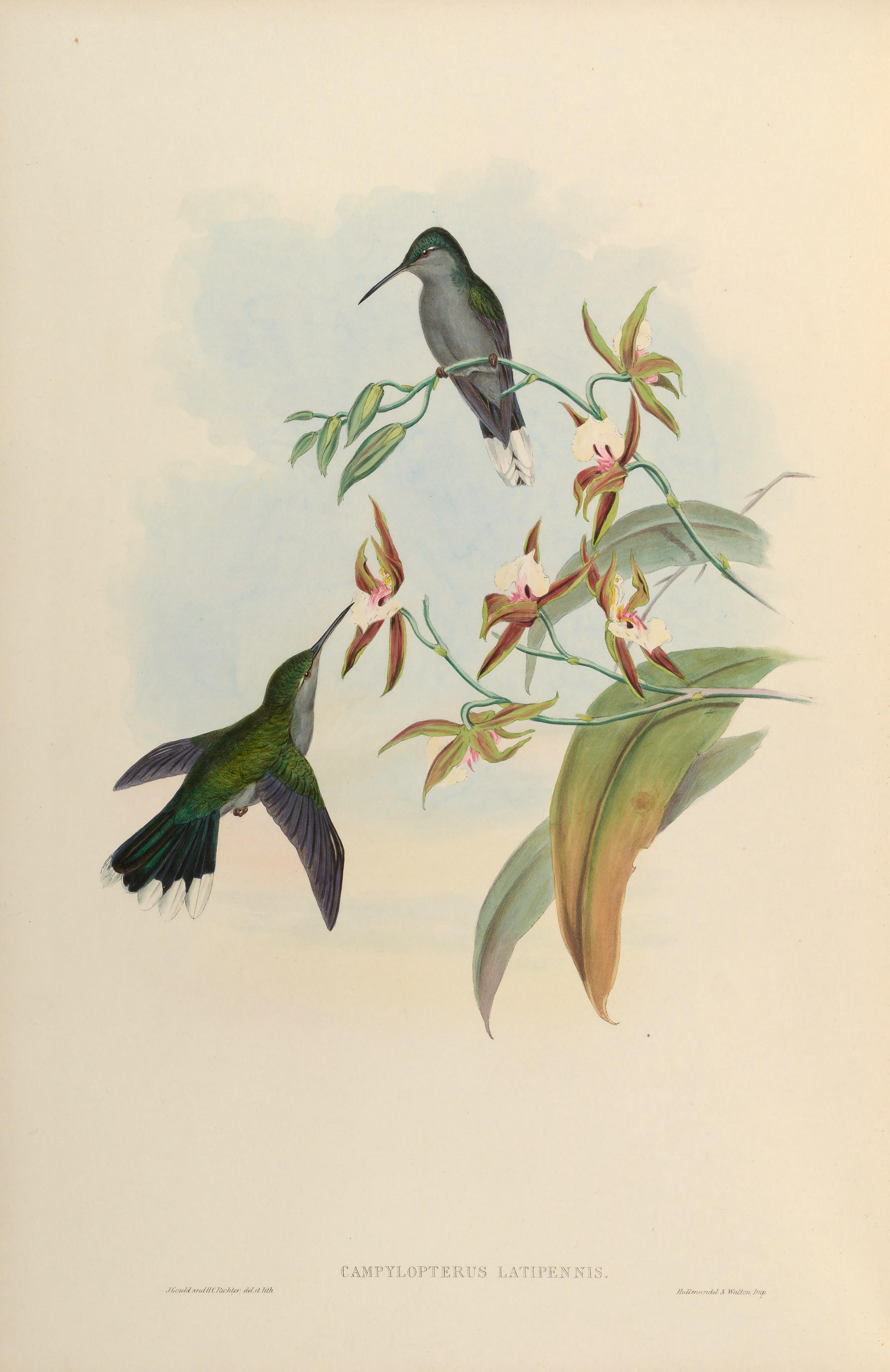
Campylopterus latipennis, sinónimo de Campylopterus largipennis, ilustración de Gould y Richter en A monograph of the Trochilidae, or family of humming-birds 2, 1861.

### Descripción original
La especie C. largipennis fue descrita por primera vez por el naturalista neerlandés Pieter Boddaert en 1783 bajo el nombre científico Trochilus largipennis; su localidad tipo es: «Cayena».

### Etimología
El nombre genérico masculino «Campylopterus» se compone de las palabras del griego «kampulos» que significa ‘curvado, curvo’ y «pteros» que significa ‘de alas’; y el nombre de la especie «largipennis» se compone de las palabras del latín «largus» que significa ‘amplio’ y «pennis» que significa ‘de alas’.

### Taxonomía
El grupo de subespecies obscurus, incluyendo C. diamantinensis fue en el pasado considerado como una especie separada de la presente, pero fue tratado como conespecífico a partir de Peters (1945). Un estudio de Lopes et al. (2017) encontró evidencias de que C. largipennis debería ser tratado como cuatro especies diferentes, elevando obscurus y diamantinensis al rango de especies plenas y reconociendo la nueva especie descrita Campylopterus  calcirupicola. El Comité de Clasificación de Sudamérica (SACC), en la Propuesta No 755 reconoció la elevación de Campylopterus diamantinensis pero no así la de obscurus; El Comité Brasileño de Registros Ornitológicos (CBRO) reconoce a Campylopterus obscurus como especie plena, pero no esto no es seguido por otras clasificaciones.

### Subespecies

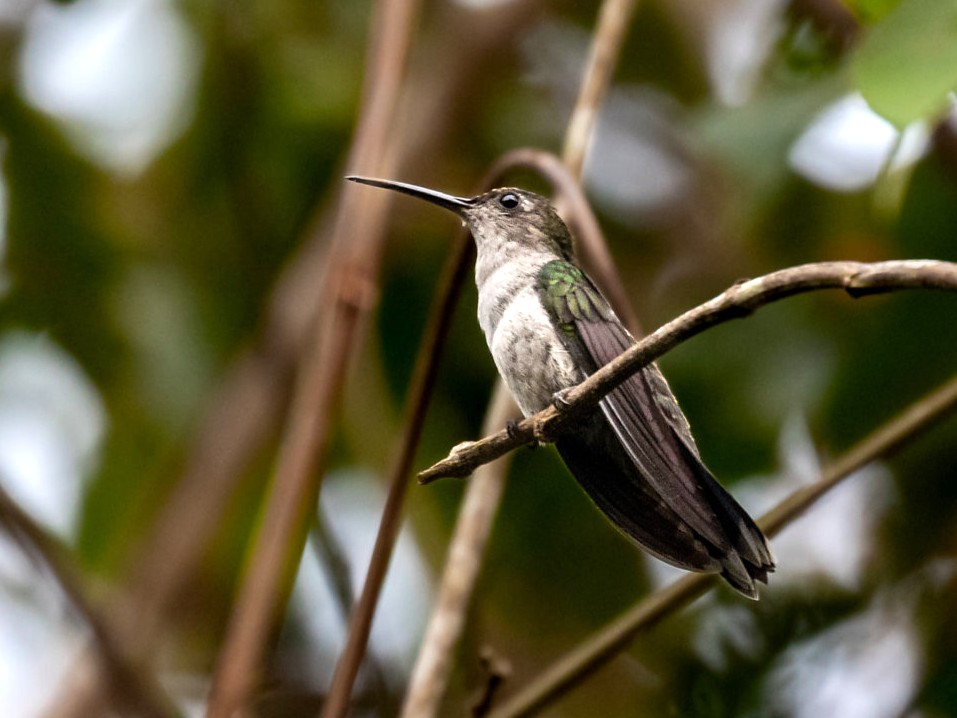
Campylopterus largipennis obscurus, Candeias do Jamari, Rondônia, Brasil.

Según la clasificación Clements Checklist/eBird  se reconocen dos subespecies, con su correspondiente distribución geográfica:
- Campylopterus largipennis largipennis (Boddaert), 1783 – este de Venezuela, las Guayanas y noroeste de Brasil (región del río Negro).
- Campylopterus largipennis obscurus Gould, 1848 – este de Colombia hacia el sur hasta el norte de Bolivia y hacia el este, sobre todo al sur del río Amazonas, hasta el este del Brasil amazónico (este de Pará y Maranhão).

La clasificación del Congreso Ornitológico Internacional (IOC) también reconoce la subespecie Campylopterus largipennis aequatorialis Gould, 1861 distribuida en el oeste amazónico; pero es considerada un sinónimo de obscurus por Clements/eBird.